# Пісочник пампасовий
Пісочник пампасовий (Charadrius collaris) — вид сивкоподібних птахів родини сивкових (Charadriidae).

## Поширення
Вид поширений по всій Південній Америці, на півдні та сході Карибського басейну і в Центральній Америці аж до центральної Мексики. Бродяжні птахи зрідка долітають до Техасу.

## Опис
Дрібний птах завдовжки 18 сантиметрів і вагою 35 грамів. Верхні частини коричневі, а низ білий. Є чорна пов’язка на грудях. У самця білий лоб, облямований зверху чорною лобовою смугою, а знизу чорною смугою від дзьоба до ока. Корпус і потилиця каштанові, ніжки жовті. У польоті видно темні махові пера з білою смугою, а хвіст має білі боки. Самиця зазвичай дуже схожа на самця, але її можна визначити за коричневим відтінком чорних ділянок. 